# Młodzieżowe Indywidualne Mistrzostwa Pomorza na Żużlu 2004
Młodzieżowe Indywidualne Mistrzostwa Pomorza na Żużlu 2004 – zawody żużlowe, które odbyły się 16 października 2004 roku w Toruniu. Zawody wygrał Karol Ząbik, który wygrał także bieg memoriałowy upamiętniający polskiego żużlowca Kazimierza Araszewicza, który zginął tragicznie w 1976 roku.

## Wyniki
- Toruń, 16 października 2004
- NCD: Karol Ząbik – 64,15 w wyścigu 3
- Sędzia: Ryszard Głód

| Msc. | Zawodnik              | Klub      | Pkt  |               |  |
| ---- | --------------------- | --------- | ---- | ------------- |  |
| 1    | Karol Ząbik           | Toruń     | 15   | (3,3,3,3,3)   |  |
| 2    | Krystian Klecha       | Bydgoszcz | 13   | (2,3,2,3,3)   |  |
| 3    | Adrian Miedziński     | Toruń     | 12+3 | (3,3,3,3,u3)  |  |
| 4    | Mirosław Jabłoński    | Gdańsk    | 12+2 | (3,2,2,2,3)   |  |
| 5    | Krzysztof Buczkowski  | Grudziądz | 11   | (2,1,3,2,3)   |  |
| 6    | Adrian Gomólski       | Gniezno   | 10   | (3,3,1,1,2)   |  |
| 7    | Marcin Jaguś          | Toruń     | 9    | (1,0,3,3,2)   |  |
| 8    | Grzegorz Czechowski   | Bydgoszcz | 8    | (2,2,2,1,1)   |  |
| 9    | Arkadiusz Kalwasiński | Toruń     | 7    | (2,2,1,2,wsu) |  |
| 10   | Marcin Jędrzejewski   | Bydgoszcz | 5    | (1,0,0,2,2)   |  |
| 11   | Tomasz Olechwierowicz | Gdańsk    | 5    | (1,1,0,1,2)   |  |
| 12   | Piotr Domagała        | Gdańsk    | 4    | (0,2,1,1,d4)  |  |
| 13   | Damian Stachowiak     | Toruń     | 3    | (d4,w2,2,0,1) |  |
| 14   | Tomasz Michnicki      | Toruń     | 3    | (d4,1,1,0,1)  |  |
| 15   | Tomasz Chyżewski      | Toruń     | 2    | (t,1,wzd,0,1) |  |
| 16   | Łukasz Kłyszewski     | Gdańsk    | 1    | (1,0,d4,w2,0) |  |

Bieg po biegu
1. [65,72] Gomólski, Kalwasiński, Jaguś, Domagała
2. [65,59] Jabłoński, Czechowski, Olechwierowicz, Michnicki (d4)
3. [64,15] Ząbik, Buczkowski, Jędrzejewski, Stachowiak (d4)
4. [64,91] Miedziński, Klecha, Kłyszewski, Chyżewski (t)
5. [66,53] Gomólski, Czechowski, Chyżewski, Jędrzejewski
6. [65,66] Miedziński, Domagała, Olechwierowicz, Stachowiak (w2)
7. [64,47] Ząbik, Kalwasiński, Michnicki, Kłyszewski
8. [65,31] Klecha, Jabłoński, Buczkowski, Jaguś
9. [64,19] Ząbik, Klecha, Gomólski, Olechwierowicz
10. [66,22] Buczkowski, Czechowski, Domagała, Kłyszewski (d4)
11. [65,81] Miedziński, Jabłoński, Kalwasiński, Jędrzejewski
12. [65,78] Jaguś, Stachowiak, Michnicki, Chyżewski (wzd)
13. [65,72] Miedziński, Buczkowski, Gomólski, Michnicki
14. [65,35] Ząbik, Jabłoński, Domagała, Chyżewski
15. [66,07] Klecha, Kalwasiński, Czechowski, Stachowiak
16. [66,16] Jaguś, Jędrzejewski, Olechwierowicz, Kłyszewski (w2)
17. [66,88] Jabłoński, Gomólski, Stachowiak, Kłyszewski
18. [66,65] Klecha, Jędrzejewski, Michnicki, Domagała (d4)
19. [67,97] Buczkowski, Olechwierowicz, Chyżewski, Kalwasiński (wsu)
20. [64,81] Ząbik, Jaguś, Czechowski, Miedziński (u3)

### Bieg dodatkowy o 3. miejsce
1. [66,31] Miedziński, Jabłoński

### Memoriał Kazimierza Araszewicza
1. [66,06] Ząbik, Miedziński, Klecha, Jabłoński